# Dassault/Dornier Alpha Jet
Dassault/Dornier Alpha Jet je dvomotorno reaktivno šolsko vojaško letalo, se pa lahko uporablja tudi kot lahek jurišnik. Razvili sta ga skupaj francoski Dassault Aviation in nemški Dornier. Uporablja ga veliko držav pa svetu, v Franciji in Nemčiji je še vedno v uporabi, kljub temu, da je presegel načrtovano življenjsko dobo.
V 1960ih so zračne sile evropskih držav iskale zamenjavo za reaktivne trenažerje kot so Lockheed T-33 in Fouga CM.170 Magister. Britanci in Francozi so skupaj razvili nadzvočnega SEPECAT Jaguar, ki je bil uspešen jurišnik, ni pa bil namenjen treniranju pilotov.
Nov trenažer je podzvočen, kot večina šolskih vojaških letal. To tudi zmanjša stroške izdelave in obratovanja. Nemške letalske sile so zahtevale dva motorja za večjo varnost. Julija 1969 so Francozi in Nemci podpisali dogovor o nabavi 200 letal. 

## Tehnične specifikacije
Splošne karakteristike
- Posadka: two
- Dolžina: 13,23 m (43 ft 5 in)
- Razpon kril: 9,11 m (29 ft 10¾ in)
- Višina: 4,19 m (13 ft 9 in)
- Površina kril: 17,50 m² (188,4 ft²)
- Teža praznega letala: 3515 kg (7750 lb)
- Naložena teža: 5000 kg (11000 lb)
- Maks. vzletna teža: 7500 kg (16535 lb)
- Pogon letala: 2 × SNECMA Turbomeca Larzac 04-C5 turbofan, 13,24 kN (2976 lbf) vsak

 Zmogljivost 
- Maks. hitrost: 1000 km/h (540 vozlvo, 621 mph) na nivoju morja
- Hitrost porušitve vzgona: 167 km/h (90 vozlov, 104 mph) z zakrilci in spuščenim podvozje
- Bojni radij: 610 km (329 nmi, 379 mi) v načinu nizko-nizko-nizko, z orožjem in dvem odvrgljivima rezervoarjema
- Največji doseg: 2940 km (1586 nmi, 1827 mi)
- Višina leta: 14630 m (48000 ft)
- Hitrost vzpenjanja: 57 m/s (11220 ft/min)

Oborožitev

- Strelno orožje: En 27 mm Mauser BK-27 Revolverski top s 120 naboji ali pa en 30 mm DEFA top s 150 naboji
- Rakete: Dva nosilca Matra z 18 SNEB 68 mm raketami (vsak) ali pa dva nosilca CRV7, vsak z 19 70 mm raketami
- Izstrelki: Dve AIM-9 Sidewinder; dve Matra Magic IIs; dva AGM-65 Maverick;
- Bombe: 2500 kg (5500 lb) na petih nosilcih